# Колодавитса
Колодавитса, также Колодавица (эст. Kolodavitsa) — деревня в волости Сетомаа уезда Вырумаа, Эстония. 
До административной реформы местных самоуправлений Эстонии 2017 года входила в состав волости Вярска уезда Пылвамаа.

## География и описание
Расположена на границе Эстонии и России. Расстояние до уездного центра — города Выру — 30,5 километра, до волостного центра — посёлка Вярска — 14 километров. Высота над уровнем моря — 81 метр.
Южную границу деревни обозначает река Пиуза; от деревни Матсури её отделяет ручей Пийроя.
В деревне пересекаются железные дороги Валга—Печоры и Тарту—Печоры. Также небольшая часть железнодорожной станции «Койдула» находится на территории деревни Колодавитса.
Климат переходный от морского к континентальному. Официальный язык — эстонский. Почтовый индекс — 64005.

## Население
По данным переписи населения 2021 года, в Колодавитса насчитывался 31 житель, из них 24 (77,4 %) — эстонцы.
По данным переписи населения 2011 года в деревне проживали 26 человек, из них 19 (73,1 %) — эстонцы (сету в перечне национальностей выделены не были).
Численность населения деревни Колодавитса по данным переписей населения СССР и Департамента статистики Эстонии:
| Год  | 1959 | 1970  | 1979 | 1989 | 2011 | 2017 | 2018 | 2019 | 2021 |
| ---- | ---- | ----- | ---- | ---- | ---- | ---- | ---- | ---- | ---- |
| Чел. | 128* | ↘ 86* | ↘ 63 | ↘ 45 | ↘ 26 | ↗ 42 | ↘ 40 | → 40 | ↘ 31 |

* Деревни Суур-Колодавитса (эст. Suur-Kolodavitsa) и Вяйке-Кколодавитса (эст. Väike-Kolodavitsa) вместе.

## История
В письменных источниках 1585 года упоминается Kolodowiecz, 1627 года — Kollodowetz, 1684 года — Kollodowitz Kylla (деревня), 1688 года — Kollodkowitz, 1820 года — Wäiko-Kollodawitsa, Sure-Kollodawitsa (деревни).
Колодавитса была вековой деревней на восточной границе Ливонии. В середине XIX века Колодавитса в отношении землепользования распалась на две отдельные деревни: на восточной стороне — Сууры-Колодавитса (эст. Suurõ-Kolodavitsa, Большая Колодавица), на западе — Вяйко-Колодавитса (эст. Väiko-Kolodavitsa, Малая Колодавица). В Малой Колодавице дворов было больше, но хозяйства были меньше размером и были однолошадными. В Большой Колодавице дворы были полуторалошадными.
На военно-топографических картах Российской империи (1846–1863 годы), в состав которой входила Лифляндская губерния, деревни обозначены как Гросъ Коллодавицъ и Кле. Коллодавицъ.
В 1977 году, в период кампании по укрупнению деревень, обе деревни были объединены.

## Галерея
- Место бывшей ж/д станции «Вески» в Колодавитса
- Часть ж/д станции «Койдула» на территории Колодавитса

## Комментарии
1. ↑  Эстонские топонимы, оканчивающиеся на -а, не склоняются и не имеют женского рода (исключение — Нарва)[10].